# Brachys apachei
Brachys apachei es una especie de escarabajo barrenador metálico del género Brachys, categorizada en la tribu Trachyini, de la subfamilia Agrilinae.

## Taxonomía
Fue descrita científicamente por Knull en 1952.
Tratamiento taxonómico
La especie aparece registrada y publicada en Two new species of North American Brachys (Coleoptera: Buprestidae). The Ohio Journal of Science 52:358- 359. (1952).